# Alain Metellus
Alain Metellus (ur. 8 kwietnia 1965 w Nowym Jorku) – kanadyjski lekkoatleta pochodzenia haitańskiego, specjalista skoku wzwyż, medalista igrzysk Wspólnoty Narodów, olimpijczyk.
Zwyciężył w skoku wzwyż na mistrzostwach panamerykańskich juniorów w 1982 w Barquisimeto. Zajął 6. miejsce na igrzyskach Wspólnoty Narodów w 1982 w Brisbane. Zajął 5. miejsce w tej konkurencji na igrzyskach panamerykańskich w 1983 w Caracas. Odpadł w kwalifikacjach na mistrzostwach świata w 1983 w Helsinkach i na igrzyskach olimpijskich w 1984 w Los Angeles. Zajął 9. miejsce na światowych igrzyskach halowych w 1985 w Paryżu.
Zdobył brązowy medal (ex aequo z Anglikiem Hendersonem Pierre) na igrzyskach Wspólnoty Narodów w 1986 w Edynburgu, przegrywając tylko ze swym rodakiem Miltionem Otteyem i Geoffem Parsonsem ze Szkocji. Zajął 5. miejsca na igrzyskach frankofońskich w 1989 w Casablance i na igrzyskach Wspólnoty Narodów w 1990 w Auckland.
Był mistrzem Kanady w skoku wzwyż w latach 1985 i 1989, wicemistrzem w latach 1983 i 1986-1988 oraz brązowym medalistą w 1984. Jego rekord życiowy wynosił 2,28 m na stadionie (ustanowiony 3 sierpnia 1985 w Ottawie) i tyle samo w hali (26 lutego 1984 w Toronto).